# Giraudia rufa
Giraudia rufa är en stekelart som först beskrevs av Léon Abel Provancher 1874.  Giraudia rufa ingår i släktet Giraudia och familjen brokparasitsteklar. Inga underarter finns listade i Catalogue of Life.